# 本田小狼與我
《本田小狼與我》是Tone Koken（トネ・コーケン）所著的日本輕小說。2016年3月至2021年12月於KAKUYOMU連載；2017年5月至2022年4月經角川Sneaker文庫發行文庫版，由博擔綱插畫，全9卷。改編漫畫於2017年的《Comic Newtype》開始連載，由蟹丹作畫。改編電視動畫於2021年4月7日首播。故事以本田技研工業生產的小狼（日语：スーパーカブ，又譯「幼獸」）摩托車為主題，而本田也擔任動畫版的製作協力及監修。

## 故事概要
小熊是一位在山梨縣北杜市上學的女高中生。她覺得自己什麼都沒有，沒父母、沒嗜好、沒朋友、沒人生目標。平常踏淑女單車上學。有一天，她想找一輛摩托化自行車代步時，沒多想就在電單車店以超低價買了一輛二手的本田小狼50（2005年式）。《本田小狼與我》講述了小熊這位孤苦伶仃的女孩和小狼這輛世上最優秀的電單車之間，編織而成的一段日常與友情的故事。

## 角色列表
小熊（聲：夜道雪）
故事女主角。故事中沒有提及她的姓氏。北杜市武川高校（原形為北杜市立武川中學）二年級生。中等身材，留黑短髮，外表和成績都一樣平凡。幼時喪父，母親則在小熊升上高中之際留下書信後失蹤，除此之外就沒有其他親人，依靠獎學金來支撐生活和學習費用，一個人住在日野春站前的公寓大廈單位裡，過著單調樸儉的生活。她沒有興趣可言，由於習慣獨來獨往，不擅長與人溝通，學校裡也沒有朋友，存在感很低。所以人前表現得非常突兀，而且有時說話太過直白容易得罪人，不過認識禮子及小椎後開始有點現充的感覺。本來騎淑女單車上學，無意間在電單車店以一萬日元的超特惠價錢，買下一輛深綠色車身配白色擋版的中古本田小狼，自此生活逐漸起了微小的變化。車店老闆告訴她因為這輛車害死過三個人，所以才低價出售，但後來禮子說並無其事。
在小說版第7卷時考上東京都八王子市某大學（原形為東京都立大學），並搬到校園附近的町田市北部的出租房屋居住。
禮子（聲：七瀨彩夏）
小熊和椎的同班同學，身材高䠷，黑長直髮，外表端正亮麗，具潮流觸覺，性格直率主動。父親是國會議員，母親是公司社長，是個家世很好的大小姐，父母兩人都住在東京，禮子獨自住在北杜市舊武川町、本為家族別墅的森林小屋裡。成績優秀，也擅長各種運動，在班裡是突出的存在。雖然是優等生，但似乎只對小狼機車表現興趣。在知道小熊騎小狼機車通學後，主動跟小熊搭話，二人遂成為朋友，高二暑假時又邀請小熊到家裡留宿。她對小狼機車十分有研究而且極度狂熱，甚至到達能夠自行改裝的程度，在小屋裡收藏了大量小狼的改裝部件。愛車是一輛翻修的酒紅色本田MD90「郵政小狼」，但在第二年暑假的富士山登山之旅後因損毀嚴重而報銷，之後她改騎CT110「獵人小狼」。
高中畢業後打算騎小狼浪遊世界，為此回到八王子市的家裡做準備。
惠庭椎（聲：日岡夏美）
小熊和禮子的同班同學，是學校文化祭的執行委員。小說版和漫畫版裡描述為留著及肩淺灰藍色頭髮的美少女，動畫版則改為灰色。右眼下面有顆淚痣，但漫畫版直到第5卷前並沒有移植這個設定。身高不足140公分的她比小熊還要嬌小，漫畫版裡說她自從小學畢業以後就沒有長高，禮子甚至經常打算把她裝進車後的置物箱。籌備文化祭活動時由於溝通失誤而導致無法運送活動所需的咖啡機，全靠小熊和禮子用小狼電單車幫助解困，令她對小狼電單車產生興趣，並開始與二人熟絡，邀請她們到家裡作客。椎的家在禮子回家路的一半路程，父母經營一家食店，建築物本身充滿瑞士風格，店名叫，但裡面卻是一半德國麵包店、一半美式咖啡店的神奇混搭風格。另外一角還放置了椎用積蓄買來的二手咖啡機，成為店裡小小的「意大利區」，椎希望將來開一家咖啡店，為此正努力學習成為咖啡師。
本來騎一架水藍色的亞歷克斯·莫爾頓（Alex Moulton）小輪單車上學，二年級冬天時騎車發生意外掉進河裡差點喪命，小椎幸得小熊所救但單車被摔壞，從此對小熊有超越朋友以上的好感，意外之後為了追上小熊她們買了一輛淺藍色的迷你小狼（日语：リトルカブ）代步。

### 惠庭家
惠庭一家原本住在東京，除了妹妹慧海，其他人都搬到了北杜市。慧海在椎升上高中三年級的時候也搬到北杜市。
惠庭慧海
年紀小椎2歲的妹妹。在東京的中學上學，初中畢業後回到了北杜市，進入小熊等人的高中就讀高中一年級。身高170公分的長身少女，束橘色馬尾。與姊姊不同很有男子氣概，為了防備隨時將發生的戰火和災害，經常鍛煉和準備以提升自己的生存能力，甚至打算加入法國外籍兵團，但由於不招募女兵而作罷。假日經常一個人在山林裏作求生練習。
父親（聲：宮本崇弘）
超過180公分的大塊頭，留著鬍子。原本在東京的公司上班，離職後在北杜市開店。喜歡德國系風格，所以在店裏設置德式麵包店。除了給椎買了莫爾頓單車外，還給為冬天開車禦寒而煩惱的小熊送了粗梳棉羊毛夾克，為人大方。
母親（聲：筒井真理子）
身高和椎差不多，讓椎不好意思介紹給小熊和禮子。喜歡美式風格，所以在店裏設置美式咖啡廳。平時開一輛亮黃色的雪佛蘭農夫車（漫畫版為雪佛蘭C/K）出門，很少留在店裡。

### 高校
副校長（聲：星祐樹）
小熊學校的副校長（教頭先生），是一位和顏悅色、蓄八字鬍的老師。漫畫版中提及他得悉小熊母親失踪的消息後，協助小熊申請助學金以度過難關。動畫版第3話中，把自己家小狼的置物籃送給小熊；第4話裡，小熊高二暑假時，副校長為她介紹一份兼職信差工作，讓她幫忙騎車運送文件來往學校和位於甲府市的甲府一高（原型為山梨縣立甲府第一高等學校、漫畫版則名為山梨縣立甲府東高等學校）。
國語老師（聲：茅原實里）
漫畫版中提及姓名是林實里，任職甲府一高的國語老師，也是小熊當兼職信差時在甲府一高的接待人。動畫版中自我介紹為文藝部的顧問老師，但由於膚色黝黑，小熊起初還以為她是體育老師或者運動部的顧問老師。後來小熊和禮子為了幫助椎而向甲府一高商借器材時再次登場。受到小熊和禮子影響的她，把塵封在老家多年、祖父留下來的一輛小狼修整好，開始騎小狼電單車。
手藝部顧問老師（聲：白須慶子）
小熊學校的家政科老師。漫畫版中留妹妹頭、戴眼鏡。協助小熊等人把椎父親送的粗梳棉羊毛夾克改造成小熊的夾克內裡、禮子的長襪子和椎的水壺保溫袋。
伊藤史
慧海的同級生，小熊等人升上高三時轉校到她們的高校。膚色蒼白，留黑長髪，身穿黑色長外套，如同幽靈的外貌讓人感覺不到生命力。慧海認為她「以下限力量來生存」，對她既關心又擔心。

### 醫院
小説第5卷中小熊因和計程車發生事故而住院，以下是與她同一病房的傷患。
中村良未
在一家為電視台製作外包節目的公司工作，因意外住院。傷勢已差不多痊癒，但由於獲得豐厚的補償金而不願退院。住院時間最長，在病房儼然是主人。
櫻井淑江
清里高原（位於北杜市北面）一家教會的修女。騎愛車本田NSR250R時發生意外，和小熊一樣大腿骨骨折而住院。認識禮子。雖然是日本人，但卻擁有盎格魯-撒克遜人一般的外貌，是一位碧眼金髪的美少女。頭腦有點不靈光。
後藤治李
因跌倒而導致肋骨和胸骨骨折。外表看來鬱鬱寡歡，實際上卻每天用筆記型電腦在留言板和SNS上發佈訊息。有著幸災樂禍的怪癖。

## 出版書籍

### 小說
| 卷數    | KADOKAWA      | KADOKAWA               | 台灣角川       | 台灣角川               |
| 卷數    | 發售日期      | ISBN                   | 發售日期       | ISBN                   |
| ------- | ------------- | ---------------------- | -------------- | ---------------------- |
| 1       | 2017年5月1日  | ISBN 978-4-04-105663-9 | 2019年3月13日  | ISBN 978-957-564-814-5 |
| 2       | 2017年10月1日 | ISBN 978-4-04-105960-9 | 2019年12月23日 | ISBN 978-957-743-794-5 |
| 3       | 2018年5月1日  | ISBN 978-4-04-106466-5 | 2020年9月21日  | ISBN 978-957-743-932-1 |
| 4       | 2018年12月1日 | ISBN 978-4-04-107081-9 | 2020年9月21日  | ISBN 978-957-743-962-8 |
| 5       | 2019年7月1日  | ISBN 978-4-04-107082-6 |                |                        |
| 6       | 2019年12月1日 | ISBN 978-4-04-108919-4 |                |                        |
| reserve | 2020年11月1日 | ISBN 978-4-04-110871-0 |                |                        |
| 7       | 2021年3月31日 | ISBN 978-4-04-110872-7 |                |                        |
| 8       | 2022年4月1日  | ISBN 978-4-04-112036-1 |                |                        |

### 漫畫
| 卷數 | KADOKAWA       | KADOKAWA               | 台灣角川      | 台灣角川               |
| 卷數 | 發售日期       | ISBN                   | 發售日期      | ISBN                   |
| ---- | -------------- | ---------------------- | ------------- | ---------------------- |
| 1    | 2018年5月26日  | ISBN 978-4-04-106961-5 | 2020年6月15日 | ISBN 978-957-743-793-8 |
| 2    | 2018年12月10日 | ISBN 978-4-04-107852-5 | 2020年6月15日 | ISBN 978-957-743-794-5 |
| 3    | 2019年8月10日  | ISBN 978-4-04-108468-7 |               |                        |
| 4    | 2020年3月10日  | ISBN 978-4-04-109032-9 |               |                        |
| 5    | 2021年2月10日  | ISBN 978-4-04-111087-4 |               |                        |
| 6    | 2021年9月25日  | ISBN 978-4-04-111558-9 |               |                        |
| 7    | 2022年9月9日   | ISBN 978-4-04-112929-6 |               |                        |
| 8    | 2023年4月10日  | ISBN 978-4-04-113485-6 |               |                        |
| 9    | 2024年2月9日   | ISBN 978-4-04-114608-8 |               |                        |
| 10   | 2024年11月9日  | ISBN 978-4-04-115479-3 |               |                        |

## 電視動畫
2019年11月20日，宣佈《本田小狼與我》的動畫化企劃正在進行當中，並公開主要製作人員，包括導演藤井俊郎、系列構成兼編劇根元歲三、負責人物設定的今西亨，製作公司為Studio KAI。2020年5月8日，宣佈將改編為電視動畫，並公開預告視覺圖、第1條宣傳影片、3名主要角色的聲優。
2021年1月15日，宣佈將於2021年4月首播，並公開主視覺圖。3月6日，宣佈首播日期為4月7日，並公佈播映電視台詳情。動畫前六集改編自小說第一卷，後六集改編自第二卷。

### 製作人員
- 原作：
- 原作插圖：博
- 導演：藤井俊郎
- 副導演：相浦和也
- 系列構成：根元歲三
- 人物設定、總作畫監督：今西亨
- 總作畫監督：齊藤佳子、井上英紀
- 道具設計：芝田千紗、乙幡忠志、杉村友和
- 美術監督：須江信人
- 美術設定：多田周平、伊良波理沙
- 美術板：横山敦史
- 背景：草薙
- 色彩設計：大西峰代
- CGI製作人：大橋廣明、服部豐和
- CGI指導：檜垣賢一
- 3DCG製作協力：
- 2D設計、特效效果：
- 撮影監督：淺川茂輝
- 剪輯：齋藤朱里
- 音響監督：
- 音樂：石川智久、ZAQ
- 音樂製作人：竹山茂人
- 音樂製作：
- 協力、監修：本田技研工業株式会社
- 動畫製作、3DCG製作：KAI工作室
- 製作人：上間康弘
- 製作：

### 主題曲
片頭曲
作詞：；作曲、編曲：佐佐木淳；主唱：熊田茜音
片尾曲
作詞：ZAQ；作曲、編曲：AstroNoteS；主唱：夜道雪、七瀨彩夏、日岡夏美
插曲〈月光〉（第1話）
作曲：阿希爾-克勞德·德布西

### 劇集列表
| 集數 | 標題                   | 分鏡               | 演出                                       | 作畫監督 | 首播日        | 劇本     |
| --- | ---------------------- | ------------------ | ------------------------------------------ | --- | ------------- | -------- |
| 1 | 一無所有的少女         | 藤井俊郎           | 安部祐二郎                                 | 齊藤佳子 | 2021年4月7日  | 根元歲三 |
| 女高中生小熊無父無母、生活單調簡樸，每天騎自行車上學，並因爬坡而苦不堪言。她某天注意到摩托車從旁經過，便興起購車念頭。在附近的店家，她本來因為售價太高而逡巡，但店長以超低價格賣給她一台曾害死三個人的二手本田小狼。之後小熊考取原付駕照，店長送她安全帽和手套，當晚小熊騎車到便利商店，機車卻無法發動，查看手冊之後發現原因是沒油，便切換到備用油箱並駛向附近的加油站。                                                   |                        |                    |                                            | |               |          |
| 2 | 禮子                   | 藤井俊郎           | 臼井篤史                                   | 芝田千紗 | 2021年4月14日 | 根元歲三 |
| 小熊在家政課上製作束口袋來裝安全帽和手套，並引起同學禮子的注意。禮子的愛車是改裝過的紅色本田MD90「郵政小狼」，而兩人也因為機車變得更加親近，兩人一起吃午餐。禮子提到她可以騎著本田小狼到任何地方旅行，為她帶來無限的可能。 |                        |                    |                                            | |               |          |
| 3 | 獲得                   | 相浦和也           | 相浦和也                                   | 芝田千紗 | 2021年4月21日 | 根元歲三 |
| 多虧禮子的人脈，小熊從將被拆除的機車上獲得機車後箱，還有位老師送她用不到的前籃。小熊發現騎車時速超過35公里時，風吹得她睜不開眼，便向禮子求助。她們覺得全罩式安全帽太貴，小熊在整修圖書館的工人頭上發現護目鏡，便到附近五金行買護目鏡。次日早晨，禮子注意到小熊臉上的笑，並表示自己在第一次戴全罩安全帽時也露出同樣的笑。                                                                                                   |                        |                    |                                            | |               |          |
| 4 | 打工                   | 小川優樹、相浦和也 | 片岡史旭                                   | 金正男、竹內昭、龜田朋幸、齊藤桂子、木村行隆                                                                   | 2021年4月28日 | 根元歲三 |
| 小熊在暑假時打工，騎機車幫學校老師送件。在此期間，她學會如何幫機車換機油，在遭受夏日暴雨淋濕後，她不情願地買了件很貴的雨衣。她的里程數達到一千公里，在打工結束後，禮子邀小熊到住處作客。 |                        |                    |                                            | |               |          |
| 5 | 禮子的夏天             | 藤井俊郎           | にしづきあらた                             | 木曾勇太 | 2021年5月5日  | 根元歲三 |
| 小熊進到禮子的木屋時，發現禮子的郵政小狼已經破爛不堪，之後兩人邊吃御好燒聊天。禮子提到自己在暑假期間於富士山腳下補給基地擔任助理工作，並為登頂而努力。然而由於經驗不足、地形崎嶇和高山症，她歷經多次失敗，在最後一次嘗試時，她在距離山頂不遠的地方摔車墜崖，郵政小狼的引擎破裂，即使如此她也很開心自己更接近山頂。之後聊天時小熊意外得知自己的小狼其實沒有害死人，只是遭遇悽慘而已。小熊在禮子家過夜，並決定考取普二駕照。 |                        |                    |                                            | |               |          |
| 6 | 我的Cub                | 平池芳正、相浦和也 | 相浦和也                                   | EverGreen、24FPS、顧金秋、陳玉峰、杭清華、王振業、俞天翔、趙玲、施國平、劉軍、朱央、徐闖、芝田千紗、五十川久史 | 2021年5月12日 | 根元歲三 |
| 暑假結束時，小熊考取普二駕照，排氣量從49cc變成52cc。小熊和同學到鎌倉畢業旅行，但她在出發當日發燒，康復後立刻騎車到鎌倉，經須走路線和湘南子彈道路抵達鎌倉，在學校遊覽車前抵達旅館，讓她的同學詫異不已。小熊被老師責備，多虧禮子出頭幫她。次日兩人偷偷脫隊，騎車沿著湘南子彈道路兜風，禮子表示自己的郵政小狼已經無法修復，她打算買輛獵人小狼。                                                                               |                        |                    |                                            | |               |          |
| 7 | 夏空的顏色、水色的少女 | 五十川久史         | 五十川久史                                 | KIM YONG-SIK                                                                                                   | 2021年5月12日 | 根元歲三 |
| 禮子買了獵人小狼。在文化祭時，執行委員小椎推動班上舉辦義式咖啡廳，因計畫失誤，並需要及時把一批物品載到學校。禮子和小熊原本不打算參與此事，但在同學提到機車沒辦法載運易碎的餐具時，小熊便決定挑戰。兩人借來拖車，成功將物品運達，讓義式咖啡廳順利舉辦，小椎也給兩人咖啡當謝禮。 |                        |                    |                                            | |               |          |
| 8 | 小椎的地方             | 藤井俊郎           | 藤井俊郎                                   | 鯉川慎平、金正男、劉軍、朱央、徐闖、今西亨                                                                     | 2021年5月26日 | 根元歲三 |
| 小椎邀小熊和禮子到自家咖啡店作客，該店有著法式店名和外觀，美式餐廳裝潢，提供德國麵包和義式濃縮咖啡。原因在於小椎的父母分別是德國迷和美國迷，而小椎的夢想是經營義式濃縮咖啡廳。小熊和禮子在店裡享用咖啡，之後成為常客，而她們也買禦寒衣物和手把套，為過冬做準備。 |                        |                    |                                            | |               |          |
| 9 | 冰中                   | 玉田博             | 吉川志我津                                 | 芝田千紗、竹內昭、平馬浩司                                                                                     | 2021年6月2日  | 根元歲三 |
| 小椎將自己沒用過的粗梳棉羊毛衣送給兩人，在家政老師幫助下，兩人將外套修改成小熊外套的內襯、禮子的長襪和保溫瓶套。她們很猶豫是否要幫車裝上擋風鏡，但在試過之後，她們隨即決定要裝。 |                        |                    |                                            | |               |          |
| 10 | 雪                     | 名村英敏           | 吉川志我津                                 | 乙幡忠志、芝田千紗、五十川久史、金正男、木佐貫真矢、CHA MYOUNG JUN、KU JA CHEON、唐遠界、黃鳳、李少雷、劉軍    | 2021年6月9日  | 根元歲三 |
| 寒假開始，小熊發現在雪地上很難騎車，禮子向小熊展示了她的車上新裝的雪鏈，在小熊也裝上雪鏈後，兩人在雪地騎車嬉戲。她們到小椎家，發現她將室內一部分空間改成義大利風格，小椎的父親提到自從小椎認識兩人後，就很崇拜兩人，並一直騎Alex Moulton自行車。當晚，小熊接到小椎的求救電話，小椎掉進她常行經的小徑旁的河裡。 |                        |                    |                                            | |               |          |
| 11 | 遠春                   | 相浦和也           | 片岡史旭                                   | KIM YONG-SIK、芝田千紗                                                                                         | 2021年6月16日 | 根元歲三 |
| 小熊找到小椎後，將她救出並帶回公寓安頓，又致電禮子讓她取回自行車和手機。禮子與兩人會合，表示自行車已經無法修好，小椎表達了對冬天的厭惡。新學期開始，小椎改騎不適合自己的淑女車。期末考結束後，禮子提議大家去鹿兒島賞櫻，藉此讓小椎振作起來。 |                        |                    |                                            | |               |          |
| 12 | 本田小狼               | 藤井俊郎           | 藤井俊郎、吉川志我津、五十川久史、相浦和也 | 井上英紀、齊藤佳子、芝田千紗、平馬浩司、木曾勇太、乙幡忠志、五十川久史、李少雷、施國平、劉軍、朱央、徐闖       | 2021年6月23日 | 根元歲三 |
| 小熊、禮子和小椎驅車前往鹿兒島賞櫻，小椎坐在禮子的後座。三人途經琵琶湖、鳥取沙丘和櫻島，最終抵達開滿櫻花的佐多岬。回程後，小椎向兩人展示自己購買的迷你小狼，看著對新車愛不釋手的小椎，小熊也回想起自己買車之後發生的點點滴滴。 |                        |                    |                                            | |               |          |

### 播放平台
日本深夜動畫：下文記載的日本国内播放時間使用日本標準時間（UTC+9）表示。因為部分時間标识會採用30小时制，因此請留意这类超过24:00的时间，其實際播放時間為翌日清晨。
| 播放日期              | 播放時間（UTC+9）    | 播放電視台 | 播放地區 | 備註                 |
| --------------------- | -------------------- | ---------- | -------- | -------------------- |
| 2021年4月7日－6月23日 | 星期三 23:00 - 23:30 | AT-X       | 日本全國 | 衛星電視，有重播     |
| 2021年4月7日－6月23日 | 星期三 25:35 - 26:05 | TOKYO MX   | 東京都   |                      |
| 2021年4月7日－6月23日 | 星期三 25:35 - 26:05 | KBS京都    | 京都府   |                      |
| 2021年4月8日－6月24日 | 星期四 25:30 - 26:00 | SUN電視台  | 兵庫縣   |                      |
| 2021年4月8日－6月24日 | 星期四 26:35 - 27:05 | 愛知電視台 | 愛知縣   |                      |
| 2021年4月9日－6月25日 | 星期五 25:00 - 25:30 | BS11       | 日本全國 | 衛星電視，ANIME+節目 |
| 2021年4月16日－7月2日 | 星期五 24:30 - 25:00 | 山梨放送   | 山梨縣   |                      |

| 播放地區                         | 播放電視台 | 播放日期               | 播放時間              | 字幕語言               | 備註  |
| -------------------------------- | --- | ---------------------- | --------------------- | ---------------------- | ----- |
| 東盟、印度、孟加拉、尼泊爾、不丹 | Muse Asia YouTube頻道 | 2021年4月7日－6月23日  | 星期三 23:30（UTC+8） | 簡體中文、英文         | [ 5 ] |
| 馬來西亞、汶萊                   | Muse Malaysia YouTube頻道 | 2021年4月7日－6月23日  | 星期三 23:30（UTC+8） | 簡體中文、馬來文、英文 | [ 6 ] |
| 香港、澳門                       | 木棉花香港YouTube頻道 | 2021年4月7日－6月23日  | 星期三 23:30（UTC+8） | 繁體中文               | [ 7 ] |
| 台灣                             | 巴哈姆特動畫瘋、中華電信MOD、Hami Video、LiTV 線上影視、myVideo 影音隨看 遠傳friDay影音、中嘉bb寬頻.bbTV、KKTV、LINE TV、Yahoo TV 一起看、CATCHPLAY | 2021年4月7日－6月23日  | 星期三 23:30（UTC+8） | 繁體中文               | [ 8 ] |
| 台灣                             | 木棉花台灣YouTube頻道 | 2021年4月14日－6月30日 | 星期三 22:30（UTC+8） | 繁體中文               | [ 8 ] |

## 附註
1. ↑  有可能是姓氏本身很難唸，小說第5卷提及小熊發生交通事故後，計程車公司負責人前來探望但卻不懂如何稱呼她，對此小熊回應「叫我小熊就可以了。」
2. ↑  見於動畫第7話。
3. ↑  Beurre是法語牛油的意思。
4. ↑  筒井真理子本人是故事中武川高校的原形—山梨縣立甲府第一高等學校的畢業生。

## 外部連結
- 小說官方網站 - 角川Sneaker文庫（日語）
- 漫畫連載網站（日語）
- 電視動畫官方網站（日語）
- 本田小狼與我的X（前Twitter）（日語）
- 【試閱】《本田小狼與我》高中女生與世界%20no.1%20機車的暖心友情物語 - 巴哈姆特電玩資訊站（繁體中文）